# Михайлово (област Враца)
 За другото българско село вижте Михайлово (Област Стара Загора).  
Миха̀йлово (бивше Долна Гнойница) е село в Северозападна България. То се намира в община Хайредин, област Враца. По данни от ЕСГРАОН на община Хайредин към 2 май 2005 г. в с. Михайлово живеят 1153 души. До 1950 година името на селото е Долна Гнойница, така както е записвано в старите турски документи и в документите след Освобождението. С указ №191 на Президиума на Народното събрание (ДВ 95/22 април 1950 г.), населеното място се преименува в Михайлово на името на Михаил Кънчев – активен функционер на комунистическата партия и регионален ръководител на Септемврийското въстание 1923 година. През 1960 г. към с. Михайлово е присъединено с. Босилеград, административно утвърдено с Указ №431/обн. 22 ноември 1960 г.

## География
Разположено е на левия бряг на река Огоста и от двете страни на устието на Горногнойнишка бара (наричана от селяните в с. Септемврийци река Мътница) при вливането ѝ в Огоста. То е равноотдалечено по на 40 километра от големите населени места Оряхово, Козлодуй (районен център), Лом и Монтана, а по шосе отстои на 60 километра от областния център Враца.

### Релеф
Релефът е равнинен, силно повлиян от това, че е пресечен от две реки и е тяхна водосборна зона. Селото е разположено във валог с разлика във височините до около 40 метра. На църквата е поставен нивелачен репер с надпис „Височина на надморско равнище 71,548 м.“. Водното ниво на река Огоста в района на землището на селото е над 56 m. Разположението на селото в поречието на двете реки – Огоста и Барата, го прави естествен пътен възел. Като се използва създадената равнинност на терена и минимални наклони в поречията, през селото преминават шосетата от Оряхово за Монтана и София и това от Видин и Лом за Бяла Слатина, Плевен и Източна България.

### Природни богатства
В поречието на река Огоста се добиват инертни материали за строителството – пясък и баластра. Добивът на тези материали не е поставен на промишлена основа и задоволява само нуждите на региона. В десния бряг на реката са разкрити каменни кариери, от които се добиват камъни от варовик с добро качество за строителни нужди.

### Почви
В региона почвата е чернозем, а по поречието на Огоста има наноси с пясъклива структура. Землището на селото граничи със землищата на селата Хайредин, Манастирище, Бели брод, Лехчево, Септемврийци (Област Монтана) (Горна Гнойница) и Бъзовец (Област Монтана). Земята е плодородна и благоприятства развитието на земеделие и скотовъдство. На север в землището на Михайлово е включена земя от местността Златия – една изключително продуктивна по отношение зърнопроизводството земеделска земя, а поречието на Огоста успешно се използваше за производство на плодове и зеленчуци.

### Климат
Климатът е умереноконтинентален. Зимите са студени, снеговити, с температури в средата на януари достигащи до минус 20 градуса. Летата са горещи и летните температури достигат до 35 – 38 С0. Характерни за есента са мъглите, обхващащи Дунавската равнина и с това понижаващи температурите от 5 до 8 градуса.

### Гори
В миналото е имало по-големи горски масиви с по-голямо разнообразие от дървесни видове. По време на създаването на ТКЗС са изсечени и изкоренени акациеви, брястови и дъбови насаждения. Сега преобладават дървета от видовете топола и върба около поречието на двете реки. Тези дървета вече нямат стопанско значение – като площ са незначителни, не се използват за строителство или други цели, и са подложени на безотговорно бракониерско изсичане за отопление.

### Животински свят
Околностите на селото се обитават от дребен дивеч – зайци и лисици и птици – пъдпъдъци, гургулици и яребици. Освен този дивеч обект на ловната страст през зимата са и дивите патици по поречието на река Огоста. Разпространени са водната змия, смокът и няколко вида гущери. В домакинствата се отглежда дребен – (овци и кози) и едър рогат добитък – крави. В малките семейни стопанства се отглеждат магарета и коне, свине и птици – предимно кокошки и гъски. Отглеждането на биволи е прекратено по време на масовизацията при създаването на ТКЗС.

## Население
Данните за числеността на населението в с. Михайлово са според преброяванията през годините
| \| Година на преброяване \| Численост \| \| --------------------- \| --------- \| \| 1934 \| 3052 \| \| 1946 \| 3166 \| \| 1956 \| 2762 \| \| 1965 \| 2567 \| \| 1975 \| 2175 \| \| 1985 \| 1720 \| \| 1992 \| 1676 \| \| 2001 \| 1378 \| \| 2011 \| 1048 \| \| 2021 \| 892 \| |           |
| Година на преброяване | Численост |
| 1934 | 3052      |
| 1946 | 3166      |
| 1956 | 2762      |
| 1965 | 2567      |
| 1975 | 2175      |
| 1985 | 1720      |
| 1992 | 1676      |
| 2001 | 1378      |
| 2011 | 1048      |
| 2021 | 892       |

Преброяване на населението през 2011 г.
Численост и дял на етническите групи според преброяването на населението през 2011 г.:
|                     | Численост | Дял (в %) |
| Общо                | 1048      | 100,00    |
| Българи             | 662       | 63,16     |
| Турци               | 0         | 0,00      |
| Цигани              | 133       | 12,69     |
| Други               | 0         | 0,00      |
| Не се самоопределят | 0         | 0,00      |
| Неотговорили        | 248       | 23,66     |

## История

### Материални свидетелства
Двете реки Огоста и Горногнойнишка бара, плодородната земя и тучните пасища са привличали хората още от древността към това място. Не са правени системни разкопки, но от проучванията на случайно намерени находки, може да се каже, че селището е обитавано още в шестото хилядолетие пр. Хр. Изследването е документирано и регистрирано от Богдан Николов. Намерени са останки от погребения с трупоизгаряне – глинени погребални урни и златни накити от бронзовата епоха (края на четвъртото хилядолетие пр. Хр.). Изровени са останки от глинени съдове характерни за ранно-желязната епоха – около първото хилядолетие пр. Хр. Намерени са отделни монети и колективни монетни находки от времето на Римската република и Римска империя. Двете най-големи находки от 1800 и 1098 броя монети (денари и антониниани) са открити случайно в м. „Крушите“, край старото ТКЗС. Последните монети в тях са отсечени при император Галиен (253 – 268), което доказва, че тази земя е била провинция на Римската империя. Последните сечени по години монети и скриването на толкова голяма колективна находка съвпада с нашествията на варварите. Готите носели смърт и разрушения и вероятно по това време селото е разрушено и обезлюдено. От населението тук са оставени много тракийски могили, което определя народността на хората обитаващи тези земи. Открити са керамични съдове от Първото Българско царство и некрополи от времето на Второто Българско царство. Материалните свидетелства доказват, че мястото, където се намира село Михайлово е заселвано могократно, но не са намерени документи за името на селището.

### Писмени документи
След падането на България под турско владичество, от турски данъчни описвачи около 1483 година е описан Никополския санджак. Доцент Румен Ковачев дава точни данни за населените места тук:
- село Койдозлу (Козлодуй) има 8 домакинства.
- село Бутанофче (Бутан) има 6 домакинства.
- село Хайрреддин (Хайредин) има 4 домакинства.

Село Долна Гнойница не се споменава, което значи че то отново е било празно място – селяните или са изселени в Анадола, както тези от с. Цибър, или селището е разграбено и опожарено. Турски данъчни документи споменават за селище с име подобно на Гнойница в каза Джибре (Цибър), Никополски санджак, както следва:
- в 1617 г. село Гунанидже или Гнояница;
- в 1620 г. село Гонайниче с 35 домакинства;
- в 1632 г. село Гнояниче с 30 домакинства;
- в 1639 г. село Гуяниче или Гояница.

Независимо от различното назоваване на името на селото при произнасянето на турски език и изписването му на арабски, може да се приеме, че записът се отнася до едно и също населено място. Това се потвърждава от непрекъснато еднаквия повтарящ се ред при изброяване на населените места в казата.
След кърджалийските безчинства във Врачанско в края на XVIII век, селото около Барата, намиращо се на пътя Видин – Лом – Плевен е опустошено, опожарено и се създава едно временно селище в местността „Влашко селище“, на около километър от старото, скрито в горуньова (дъбова) гора и встрани от пътища. В това селище се заселват българи, връщащи се от Румъния, както и такива, бягащи от родните си места на път за Влашко. Обитавано е около 15 години, и след 1800 година семействата от това ново селище се преместват отново около Барата, където и сега е село Михайлово. Според възрастни хора при едно изследване през 1904 година (отразено в издадения тогава „Пътеводител на Оряховска околия“), селото носи името на близкия соват (тур. голямо пасище, мера) „Гоеница“. Това славянско наименование, запазено във времето и доказано от записите в турските данъчни регистри показва, че жителите на селото са българи. В това крайречно пасище всяко домакинство от селото е отглеждало и угоявало до 150 броя овце, телета и работен добитък – волове, биволи и коне. В турска редакция най-близък до името Гоеница е записа от 1639 година. След 1800 година селото е записано като Гунуйниче-и зир (Гунуйница-и зир), което означава Долна Гнойница. Това е било необходимо, според турските власти, тъй като отново създаденото селище е ново на това вече празно място, а в горното течение на Барата съществува вписаното от 1631 година в турските данъчни „дефтери“ село Гунуйница-и баля. По-рано такъв запис на името не е бил необходим, защото Гоеница е по-старото от двете села и за да се отличават към името на второто е прибавено „и баля“, т.е. „Горна“
За първи път на български селото е записано като Долна Гноеница в календарче „Летоструй“, издадено във Виена-Австрия през 1873 година. В дадената таблица на статистическото описание на Оряховското окръжие от Врачанската епархия в народно черковно отношение, са дадени данни за населените места. За селото през 1873 г. е изписана с кирилица следната информация:
Селище — Долна Гноеница
Народност — българи
Къщи – 104
Венчила – 221
Черкви — прави се
Име на свещеника – Атанас Николов
В списъка на селищата от Оряховска околия изрично се споменава етническа принадлежност на населението. За селото е записано че е заселено с българи.

### Училище и черква
В селището на новото място през 1848 година се открива килийно училище с първи учител Глигор Маринов от Ново село (Благово), обл. Монтана. Двадесет години по-късно се построява сграда, наричана „Хамбаря“, защото имала помещение за събраното зърно от данъци, помещение за религиозни ритуали и стая за нуждите на училището. През 1873 година се освещава новопостроената черква „Св. Параскева“ от свещеника останал да служи в нея – Атанас Попниколов. Тя е построена в дарените дворни места от фамилиите Ценьовци и Младенчовци. Свещеници служили в църквата са още Филип Трифонов, Кирил Манчев (от 1926 до 1932 година), Георги Макариев (от април 1932 до 1936 г.), Иван Александров (от 1936 до 1948 г.) и Ангел Филипов Попов.
През 1889 година се построява училищна сграда, която да позволи провеждането на четирикласно обучение на децата. Училището е построено върху дареното от Найден Илчев голямо дворно място в центъра на селото. През 1931 година е завършена и осветена нова голяма двуетажна училищна сграда, която да отговори на нарасналите нужди от учебни помещения за провеждане на седем годишен курс на обучение. Учители оставили трайна следа, не само с обучението на децата, но и с широката си обществена дейност и работа за културното обогатяване на селяните и съхранение на българските народностни традиции са: Петко Цалков Барзов (1838 – 1914), Илчо Горанов, Въло Ценов Калчев, Георги Атанасов Попов (1873 – 1959), Куно Симеонов Йончев, Иван Найденов Илчев (1877 – 1933) – станал по-късно Околийски училищен инспектор, Михаил Георгиев Попов (1892 – 1984), Петко Тударов Илчев (1902 – 1985) – като главен учител организирал стоежа на новата училищна сграда през 1930 – 1931 г., Цветан Петров Константинов (Цинцарски) (1909 – 1989), Цонка Георгиева Барашка, Любен Стоев Спасов (1915 – 1988), Гена Иванова Попова. Инициативен комитет от учители са организирали през 1939 г. с доброволен труд и дарения построяването на паметник на загиналите за Отечеството 53 войници от селото във войните от началото на XX век. Директори на училището през годините са: Иванка Димитрова Лилова, Алексей М. Крачков, Петко Тудоров Илчев, Михаил Г. Попов, Цветан Димитров Маринов, Любен Стоев Спасов, Димитър Найденов Евтимов, Димитър Георгиев Димитров, Косто Ганов Костов и Цветанка Георгиева Студенобушка.
На 15.01.1987 г. е отбелязан 75-годишният юбилей от създаването на читалището. Със златна значка е наградена Стефка Петкова Ерменкова; със сребърна значка - Борис Маринов Ерменков; с бронзова значка - Симеона Венциславова Ерменкова. "Ръководител на духовия оркестър дълги години е бил Младен Вълов Ерменков (Дешо) и по-късно неговият син Борис Младенов Ерменков. В духовият оркестър на дудук е свирил Цено Савчев Ерменков. Цено В.Ерменков е бил баритон, Борис Младенов Ерменков (род.1933г.) е бил баритон, Въло Петров Ерменков (род.1939г.) е бил баритон. Младен В. Ерменков (род. 1906г.) е свирил на флигорна, Иван Ерменков Иванов (род.1939г.) е свирил на флигорна, Радко Борисов Ерменков (род.1940г.) е свирил на флигорна.ка.
При избухването на Балканската война един човек от Долна Гнойница е доброволец в Македоно-одринското опълчение.

## Други обществени институции
Нуждата от общинска административна сграда се чувствала осезаемо. Населението на селото в края на тридесетте години на XX век е над 2700 души, и през 1938 година се построява Общински дом. В него се настанява кметската администрация, пощата и здравната служба. Телеграфопощенската станция е открита на 13 ноември 1923 г. През 1952 г. е поставен номератор с телефонистка, а през 1981 г. е монтирана и работи автоматична телефонна централа. Читалище „Съзнание“ е създадено през 1912 година по инициатива на учителите баща и син – Георги Атанасов Попов и Михаил Г. Попов. То се помещава на различни места, докато през 1978 година е направена пристройка към училищния салон и в нея са настанени библиотеката, читалнята и детската сбирка. Училищният салон е предаден за ползване от читалището. През 1957 г. е построена сграда за детски ясли. Те функционират до 1960 г., когато се закриват. Сградата се преустройва и предоставя за нуждите на целодневна детска градина.

## Културни и природни забележителности
Природни забележителности в селото е преминаването на р. Огоста през селото, а пясъкът около коритото на реката може да се конкурира с пясъка по нашето Черноморие. Между селата Михайлово и Септемврийци има язовир, на който всеки любител на риболова може да отдъхне. Черквата в селото е една от най-красивите в България, но е разграбена и на практика е неизползваема.

## Редовни събития
В селото по принцип се тачат и празнуват всички национални празници, също така традициите и обичаите, свързани с българския народ, като Коледа, Нова година, Лазаров ден (Лазарица), Цветница, Деня на родилната помощ (Бабин ден), Трифон Зарезан, Тодоровден (когато се провежда селската кушия) и др. Традиционният събор на селото се провежда на 2 август.

## Личности
- Пенчо Рачков – български хайдутин
- Найден Илчев (1854 – 1902) – български политик
- Михаил Кънчев (1863 – 1923) – български политик
- Камен Петров (1892 – ?), македоно-одрински опълченец, 3 рота на 5 одринска дружина, ранен[19]
- Константин Петров Константинов (1900 – 1995) – инженер, стопански ръководител
- Атанас Георгиев Попов (1904 – 1991) – български политик
- Христо Шейнов (1915 – 2003) – партиен функционер и стопански ръководител
- Цветан Петров (1940) – инженер, стопански ръководител и краевед
- Любомир Калчев (1942) – български спортист лекоатлет
- Маргарита Цонзарова – лекар-кардиолог
- Нено Цонзаров (1942 – 1984) – режисьор
- Атанас Александров (1952 – 2004) – футболист от ФК „Славия“ и Националния отбор на България
- Стоян Върбанов – републикански шампион по борба
- Бари Късел (Иван Стоянов Къслев)) (1958) – писател
- Борис Младенов Ерменков (1933 - 2014) - Ръководител на духовия оркестър (баритон), учител, капитан в 7'мо районно управление МВР-гр. София
- Младен Вълов Ерменков (Дешо) (1906 - 1996) - Ръководител на духовия оркестър (флигорна)

## Други
- Футболен Клуб „Балкански“

### Кухня
Специфични ястия за селото са „Сухи червени чушки пълнени с боб“ и „Пилешка саламура“. Варен пилешки джолан със сос от манатарки.